# Selección de fútbol sala de Ghana
La Selección de fútbol sala de Ghana es el equipo que representa al país en la Copa Mundial de fútbol sala de la FIFA y en el Campeonato Africano de Futsal; y es controlado por la Asociación de Fútbol de Ghana.

### Copa Mundial de Futsal FIFA
| Copa Mundial de fútbol sala de la FIFA | Copa Mundial de fútbol sala de la FIFA | Copa Mundial de fútbol sala de la FIFA | Copa Mundial de fútbol sala de la FIFA | Copa Mundial de fútbol sala de la FIFA | Copa Mundial de fútbol sala de la FIFA | Copa Mundial de fútbol sala de la FIFA | Copa Mundial de fútbol sala de la FIFA |
| Año                                    | Ronda                                  | J                                      | G                                      | E                                      | P                                      | GF                                     | GC                                     |
| -------------------------------------- | -------------------------------------- | -------------------------------------- | -------------------------------------- | -------------------------------------- | -------------------------------------- | -------------------------------------- | -------------------------------------- |
| 1989                                   | No participó                           | No participó                           | No participó                           | No participó                           | No participó                           | No participó                           | No participó                           |
| 1992                                   | No participó                           | No participó                           | No participó                           | No participó                           | No participó                           | No participó                           | No participó                           |
| 1996                                   | No clasificó                           | No clasificó                           | No clasificó                           | No clasificó                           | No clasificó                           | No clasificó                           | No clasificó                           |
| 2000 - 2021                            | No participó                           | No participó                           | No participó                           | No participó                           | No participó                           | No participó                           | No participó                           |
| Total                                  | 0/9                                    | -                                      | -                                      | -                                      | -                                      | -                                      | -                                      |

### Campeonato Africano de Futsal
| Campeonato Africano de Futsal | Campeonato Africano de Futsal | Campeonato Africano de Futsal | Campeonato Africano de Futsal | Campeonato Africano de Futsal | Campeonato Africano de Futsal | Campeonato Africano de Futsal | Campeonato Africano de Futsal |
| Año                           | Ronda                         | J                             | G                             | E                             | P                             | GF                            | GC                            |
| ----------------------------- | ----------------------------- | ----------------------------- | ----------------------------- | ----------------------------- | ----------------------------- | ----------------------------- | ----------------------------- |
| 1996                          | Subcampeón                    | 4                             | 3                             | 0                             | 1                             | 42                            | 9                             |
| 2000 - 2020                   | No participó                  | No participó                  | No participó                  | No participó                  | No participó                  | No participó                  | No participó                  |
| Total                         | 1/6                           | 4                             | 3                             | 0                             | 1                             | 42                            | 9                             |